# 171433 Prothous
Prothous (asteroide 171433) é um asteroide troiano de Júpiter. Possui uma excentricidade de 0.0552070 e uma inclinação de 5,54546°.
Este asteroide foi descoberto no dia 7 de setembro de 2007 por Juan Lacruz.